# Lijst van landen met een vrouw als staatshoofd of regeringsleider
In de recente geschiedenis is er een aantal landen geweest, dat een vrouw als staatshoofd of als regeringsleider had of heeft. Onderstaande lijst geeft een overzicht van gekozen en benoemde vrouwelijke regeringsleiders en staatshoofden, met uitzondering van vrouwelijke monarchen. Binnen het Koninkrijk der Nederlanden hebben de Nederlandse Antillen vijf vrouwelijke premiers gehad, Aruba één en Sint Maarten twee, terwijl Nederland zelf nog nooit door een vrouwelijke minister-president werd geleid. België had tussen 2019 en 2020 een vrouwelijke regeringsleider.

## Overzicht van gekozen en/of benoemde vrouwelijke staatshoofden
| Naam                           | Staat                                | Ambt                                     | Ambtsperiode         | Opmerkingen                                                                           |
| ------------------------------ | ------------------------------------ | ---------------------------------------- | -------------------- | ------------------------------------------------------------------------------------- |
| Chertek Antsjimaa-Toka         | Volksrepubliek Toeva                 | Voorzitter van het presidium (parlement) | 1940–1944            |                                                                                       |
| Sühbaataryn Yanjmaa            | Volksrepubliek Mongolië              | President                                | 1953–1954            | Weduwe van Soeche Bator, benoemd na diens overlijden                                  |
| Isabel Perón                   | Argentinië                           | President                                | 1974–1976            | Weduwe van Juan Perón, benoemd na diens overlijden                                    |
| Lidia Gueiler Tejada           | Bolivia                              | President                                | 1979–1980            | Overgangspresident                                                                    |
| Vigdís Finnbogadóttir          | IJsland                              | President                                | 1980–1996            |                                                                                       |
| Maria Lea Pedini Angelini      | San Marino                           | Halfjaarlijkse coregentes                | 1981                 |                                                                                       |
| Agatha Barbara                 | Malta                                | President                                | 1982–1987            |                                                                                       |
| Gloriana Ranocchini            | San Marino                           | Halfjaarlijkse coregentes                | 1984 1989–1990       |                                                                                       |
| Carmen Pereira                 | Guinee-Bissau                        | President                                | 1984                 | Overgangspresident                                                                    |
| Corazón Aquino                 | Filipijnen                           | President                                | 1986–1992            |                                                                                       |
| Ertha Pascal-Trouillot         | Haïti                                | President                                | 1990–1991            | Waarnemend president                                                                  |
| Sabine Bergmann-Pohl           | Duitse Democratische Republiek (DDR) | Voorzitter van de Volkskammer            | 1990                 |                                                                                       |
| Violeta Barrios de Chamorro    | Nicaragua                            | President                                | 1990–1996            |                                                                                       |
| Mary Robinson                  | Ierland                              | President                                | 1990–1997            |                                                                                       |
| Edda Ceccoli                   | San Marino                           | Halfjaarlijkse coregentes                | 1991–1992            |                                                                                       |
| Patrizia Busignani             | San Marino                           | Halfjaarlijkse coregentes                | 1993                 |                                                                                       |
| Chandrika Kumaratunga          | Sri Lanka                            | President                                | 1994–2005            | Dochter van Sirimavo Bandaranaike                                                     |
| Ruth Perry                     | Liberia                              | Voorzitter van de Staatsraad             | 1996–1997            | De Staatsraad was het tijdelijke regeringsorgaan na afzetting van dictator Samuel Doe |
| Rosalía Arteaga                | Ecuador                              | President                                | 1997                 | Benoemd                                                                               |
| Janet Jagan                    | Guyana                               | President                                | 1997–1999            | Weduwe van Cheddi Jagan                                                               |
| Mary McAleese                  | Ierland                              | President                                | 1997–2011            |                                                                                       |
| Rosa Zafferani                 | San Marino                           | Halfjaarlijkse coregentes                | 1999 2008            |                                                                                       |
| Vaira Vīķe-Freiberga           | Letland                              | President                                | 1999–2007            |                                                                                       |
| Mireya Moscoso                 | Panama                               | President                                | 1999–2004            | Weduwe van Arnulfo Arias (3x president)                                               |
| Tarja Halonen                  | Finland                              | President                                | 2000–2012            |                                                                                       |
| Maria Michelotti               | San Marino                           | Halfjaarlijkse coregentes                | 2000                 |                                                                                       |
| Gloria Macapagal-Arroyo        | Filipijnen                           | President                                | 2001–2010            | Dochter van president Diosdado Macapagal                                              |
| Megawati Soekarnoputri         | Indonesië                            | President                                | 2001–2004            | Dochter van Soekarno                                                                  |
| Nataša Mićić                   | Servië en Montenegro                 | President                                | 2002–2003            | Overgangspresident                                                                    |
| Valeria Ciavatta               | San Marino                           | Halfjaarlijkse coregentes                | 2003–2004 2014       |                                                                                       |
| Nino Boerdzjanadze             | Georgië                              | President                                | 2003–2004 2007-2008  | Waarnemend president                                                                  |
| Fausta Morganti                | San Marino                           | Halfjaarlijkse coregentes                | 2005                 |                                                                                       |
| Ellen Johnson-Sirleaf          | Liberia                              | President                                | 2006–2018            |                                                                                       |
| Michelle Bachelet              | Chili                                | President                                | 2006–2010 2014–2018  |                                                                                       |
| Dalia Itzik                    | Israël                               | President                                | 2007                 | Waarnemend president                                                                  |
| Pratibha Patil                 | India                                | President                                | 2007–2012            |                                                                                       |
| Cristina Fernández de Kirchner | Argentinië                           | President                                | 2007–2015            | Haar voorganger was haar man Néstor Kirchner, ze werd echter wel democratisch gekozen |
| Assunta Meloni                 | San Marino                           | Halfjaarlijkse coregentes                | 2008–2009            |                                                                                       |
| Rose Francine Rogombé          | Gabon                                | President                                | 2009                 | Waarnemend president                                                                  |
| Dalia Grybauskaitė             | Litouwen                             | President                                | 2009–2019            | Stond hiervoor haar post in de Europese Commissie af                                  |
| Roza Otoenbajeva               | Kirgizië                             | President                                | 2010–2011            | Waarnemend president en hoofd van de interim-regering                                 |
| Laura Chinchilla               | Costa Rica                           | President                                | 2010–2014            |                                                                                       |
| Dilma Rousseff                 | Brazilië                             | President                                | 2011–2016            |                                                                                       |
| Maria Luisa Berti              | San Marino                           | Halfjaarlijkse coregentes                | 2011 2022–2023       |                                                                                       |
| Atifete Jahjaga                | Kosovo                               | President                                | 2011–2016            |                                                                                       |
| Monique Ohsan Bellepeau        | Mauritius                            | President                                | 2012 2015            | Overgangspresident                                                                    |
| Slavica Đukić Dejanović        | Servië                               | President                                | 2012                 | Overgangspresident                                                                    |
| Joyce Banda                    | Malawi                               | President                                | 2012–2014            | Opvolgster van de overleden president Bingu wa Mutharika; voordien vicepresident      |
| Denise Bronzetti               | San Marino                           | Halfjaarlijkse coregentes                | 2012–2013 2025–heden |                                                                                       |
| Park Geun-hye                  | Zuid-Korea                           | President                                | 2013–2017            | Dochter van oud-dictator Park Chung-hee                                               |
| Antonella Mularoni             | San Marino                           | Halfjaarlijkse coregentes                | 2013                 |                                                                                       |
| Anna Maria Muccioli            | San Marino                           | Halfjaarlijkse coregentes                | 2013–2014            |                                                                                       |
| Catherine Samba-Panza          | Centraal-Afrikaanse Republiek        | President                                | 2014–2016            | Waarnemend president                                                                  |
| Marie Louise Coleiro Preca     | Malta                                | President                                | 2014–2019            |                                                                                       |
| Kolinda Grabar-Kitarović       | Kroatië                              | President                                | 2015–2020            |                                                                                       |
| Ameenah Gurib-Fakim            | Mauritius                            | President                                | 2015–2018            |                                                                                       |
| Lorella Stefanelli             | San Marino                           | Halfjaarlijkse coregentes                | 2015–2016            |                                                                                       |
| Bidhya Devi Bhandari           | Nepal                                | President                                | 2015–2023            |                                                                                       |
| Hilda Heine                    | Marshalleilanden                     | President                                | 2016–2020 2024–heden |                                                                                       |
| Tsai Ing-wen                   | Taiwan                               | President                                | 2016–2024            |                                                                                       |
| Kersti Kaljulaid               | Estland                              | President                                | 2016–2021            |                                                                                       |
| Mimma Zavoli                   | San Marino                           | Halfjaarlijkse coregentes                | 2017                 |                                                                                       |
| Vanessa D'Ambrosio             | San Marino                           | Halfjaarlijkse coregentes                | 2017                 |                                                                                       |
| Halimah Yacob                  | Singapore                            | President                                | 2017–2023            |                                                                                       |
| Paula-Mae Weekes               | Trinidad en Tobago                   | President                                | 2018–2023            |                                                                                       |
| Đặng Thị Ngọc Thịnh            | Vietnam                              | President                                | 2018                 | Waarnemend president                                                                  |
| Sahle-Work Zewde               | Ethiopië                             | President                                | 2018–2024            |                                                                                       |
| Salome Zoerabisjvili           | Georgië                              | President                                | 2018–2024            | [ 2 ]                                                                                 |
| Zuzana Čaputová                | Slowakije                            | President                                | 2019–2024            |                                                                                       |
| Mariella Mularoni              | San Marino                           | Halfjaarlijkse coregentes                | 2019–2020            |                                                                                       |
| Jeanine Áñez                   | Bolivia                              | President                                | 2019–2020            | Waarnemend president                                                                  |
| Katerina Sakellaropoulou       | Griekenland                          | President                                | 2020–2025            |                                                                                       |
| Grazia Zafferani               | San Marino                           | Halfjaarlijkse coregentes                | 2020                 |                                                                                       |
| Vjosa Osmani                   | Kosovo                               | President                                | 2020–2021 2021–heden | Van 2020 tot 2021 als waarnemend president                                            |
| Maia Sandu                     | Moldavië                             | President                                | 2020–heden           |                                                                                       |
| Samia Suluhu                   | Tanzania                             | President                                | 2021–heden           |                                                                                       |
| Sandra Mason                   | Barbados                             | President                                | 2021–heden           |                                                                                       |
| Xiomara Castro                 | Honduras                             | President                                | 2022–heden           |                                                                                       |
| Katalin Novák                  | Hongarije                            | President                                | 2022–2024            |                                                                                       |
| Draupadi Murmu                 | India                                | President                                | 2022–heden           |                                                                                       |
| Željka Cvijanović              | Bosnië en Herzegovina                | Lid van het drie-presidentschap          | 2022–heden           | Voorzitter van het presidentschap: 2022–2023 en 2024–heden                            |
| Dina Boluarte                  | Peru                                 | President                                | 2022–heden           |                                                                                       |
| Nataša Pirc Musar              | Slovenië                             | President                                | 2022–heden           |                                                                                       |
| Võ Thị Ánh Xuân                | Vietnam                              | President                                | 2023 2024            | Waarnemend president                                                                  |
| Christine Kangaloo             | Trinidad en Tobago                   | President                                | 2023–heden           |                                                                                       |
| Adele Tonnini                  | San Marino                           | Halfjaarlijkse coregentes                | 2023                 |                                                                                       |
| Sylvanie Burton                | Dominica                             | President                                | 2023–heden           |                                                                                       |
| Claudia Rodríguez de Guevara   | El Salvador                          | President                                | 2023–2024            | Waarnemend president                                                                  |
| Milena Gasperoni               | San Marino                           | Halfjaarlijkse coregentes                | 2024                 |                                                                                       |
| Myriam Spiteri Debono          | Malta                                | President                                | 2024–heden           |                                                                                       |
| Gordana Siljanovska-Davkova    | Noord-Macedonië                      | President                                | 2024–heden           |                                                                                       |
| Halla Tómasdóttir              | IJsland                              | President                                | 2024–heden           |                                                                                       |
| Francesca Civerchia            | San Marino                           | Halfjaarlijkse coregentes                | 2024–2025            |                                                                                       |
| Claudia Sheinbaum              | Mexico                               | President                                | 2024–heden           |                                                                                       |
| Netumbo Nandi-Ndaitwah         | Namibië                              | President                                | 2025–heden           |                                                                                       |
| Rosario Murillo                | Nicaragua                            | Co-president                             | 2025–heden           | Gedeeld presidentschap met haar echtgenoot Daniel Ortega                              |

## Overzicht van gekozen en/of benoemde vrouwelijke regeringsleiders
| Naam                                   | Staat                         | Ambt                                  | Ambtsperiode                  | Opmerkingen                                                    |
| -------------------------------------- | ----------------------------- | ------------------------------------- | ----------------------------- | -------------------------------------------------------------- |
| Sirimavo Bandaranaike                  | Sri Lanka                     | Minister-president                    | 1960–1965 1970–1977 1994–2000 | Weduwe van Solomon Bandaranaike                                |
| Indira Gandhi                          | India                         | Minister-president                    | 1966–1977 1980–1984           | Dochter van Jawaharlal Nehru                                   |
| Golda Meïr                             | Israël                        | Minister-president                    | 1969–1974                     |                                                                |
| Elisabeth Domitien                     | Centraal-Afrikaanse Republiek | Minister-president                    | 1975–1976                     | Benoemd                                                        |
| Lucina da Costa Gomez-Matheeuws        | Nederlandse Antillen          | Minister-president                    | 1977                          |                                                                |
| Margaret Thatcher                      | Verenigd Koninkrijk           | Minister-president                    | 1979–1990                     |                                                                |
| Maria de Lourdes Pintasilgo            | Portugal                      | Minister-president                    | 1979–1980                     |                                                                |
| Eugenia Charles                        | Dominica                      | Minister-president                    | 1980–1995                     |                                                                |
| Gro Harlem Brundtland                  | Noorwegen                     | Minister-president                    | 1981 1986–1989 1990–1996      |                                                                |
| Milka Planinc                          | Joegoslavië                   | Minister-president                    | 1982–1986                     | Benoemd                                                        |
| Maria Liberia-Peters                   | Nederlandse Antillen          | Minister-president                    | 1984–1986 1988–1993           |                                                                |
| Benazir Bhutto                         | Pakistan                      | Minister-president                    | 1988–1990 1993–1996           | Dochter van Zulfikar Ali Bhutto                                |
| Kazimiera Prunskienė                   | Litouwen                      | Minister-president                    | 1990–1991                     |                                                                |
| Khaleda Zia                            | Bangladesh                    | Minister-president                    | 1991–1996 2001–2006           | Weduwe van Ziaur Rahman                                        |
| Édith Cresson                          | Frankrijk                     | Minister-president                    | 1991–1992                     | Benoemd                                                        |
| Hanna Suchocka                         | Polen                         | Minister-president                    | 1992–1993                     |                                                                |
| Kim Campbell                           | Canada                        | Minister-president                    | 1993                          |                                                                |
| Suzy Camelia-Römer                     | Nederlandse Antillen          | Minister-president                    | 1993 1998–1999                |                                                                |
| Tansu Çiller                           | Turkije                       | Minister-president                    | 1993–1996                     |                                                                |
| Sylvie Kinigi                          | Burundi                       | Minister-president                    | 1993–1994                     | Interim-premier                                                |
| Agathe Uwilingiyimana                  | Rwanda                        | Minister-president                    | 1993–1994                     | Benoemd                                                        |
| Chandrika Kumaratunga                  | Sri Lanka                     | Minister-president                    | 1994                          | Dochter van Sirimavo Bandaranaike                              |
| Renate Ivaniva Indzhova                | Bulgarije                     | Minister-president                    | 1994–1995                     | Interim-premier                                                |
| Claudette Werleigh                     | Haïti                         | Minister-president                    | 1995–1996                     |                                                                |
| Sjeik Hasina Wajed                     | Bangladesh                    | Minister-president                    | 1996–2001 2009–2024           | Dochter van Mujibur Rahman                                     |
| Janet Jagan                            | Guyana                        | Minister-president                    | 1997                          | Vrouw van Cheddi Jagan; werd aansluitend president (1997–1999) |
| Jenny Shipley                          | Nieuw-Zeeland                 | Minister-president                    | 1997–1999                     |                                                                |
| Pamela Gordon                          | Bermuda                       | Minister-president                    | 1997                          |                                                                |
| Jennifer Smith                         | Bermuda                       | Minister-president                    | 1998–2003                     |                                                                |
| Ruth Dreifuss                          | Zwitserland                   | Bondspresident                        | 1999                          | Ceremoniële functie voor één jaar als prima inter pares        |
| Irena Degutienė                        | Litouwen                      | Minister-president                    | 1999                          | Overgangspremier                                               |
| Njam-Osorin Tujaa                      | Mongolië                      | Minister-president                    | 1999                          | Interim-premier                                                |
| Helen Clark                            | Nieuw-Zeeland                 | Minister-president                    | 1999–2008                     |                                                                |
| Mame Madior Boye                       | Senegal                       | Minister-president                    | 2001–2002                     | Benoemd                                                        |
| Chang Sang                             | Zuid-Korea                    | Minister-president                    | 2002                          | Overgangspremier                                               |
| Maria das Neves Ceita Batista de Sousa | Sao Tomé en Principe          | Minister-president                    | 2002–2004                     | Benoemd                                                        |
| Anneli Jäätteenmäki                    | Finland                       | Minister-president                    | 2003                          |                                                                |
| Beatriz Merino Lucero                  | Peru                          | Minister-president                    | 2003                          |                                                                |
| Mirna Louisa-Godett                    | Nederlandse Antillen          | Minister-president                    | 2003–2004                     | Zuster van Anthony Godett                                      |
| Radmila Šekerinska                     | Macedonië                     | Minister-president                    | 2004                          | Twee keer ad interim                                           |
| Luísa Dias Diogo                       | Mozambique                    | Minister-president                    | 2004–2010                     | Benoemd                                                        |
| Joelija Tymosjenko                     | Oekraïne                      | Minister-president                    | 2005 2007–2010                |                                                                |
| Maria do Carmo Silveira                | Sao Tomé en Principe          | Minister-president                    | 2005–2006                     | Benoemd                                                        |
| Angela Merkel                          | Duitsland                     | Bondskanselier                        | 2005–2021                     |                                                                |
| Portia Simpson-Miller                  | Jamaica                       | Minister-president                    | 2006–2007 2012–2016           |                                                                |
| Emily de Jongh-Elhage                  | Nederlandse Antillen          | Minister-president                    | 2006–2010                     | Laatste minister-president van de Nederlandse Antillen         |
| Han Myung-sook                         | Zuid-Korea                    | Minister-president                    | 2006–2007                     |                                                                |
| Micheline Calmy-Rey                    | Zwitserland                   | Bondspresident                        | 2007 2011                     | Ceremoniële functie voor één jaar als prima inter pares        |
| Zinaida Greceanîi                      | Moldavië                      | Minister-president                    | 2008–2009                     |                                                                |
| Michèle Pierre-Louis                   | Haïti                         | Minister-president                    | 2008–2009                     |                                                                |
| Jóhanna Sigurðardóttir                 | IJsland                       | Minister-president                    | 2009–2013                     |                                                                |
| Jadranka Kosor                         | Kroatië                       | Minister-president                    | 2009–2011                     |                                                                |
| Cécile Manorohanta                     | Madagaskar                    | Minister-president                    | 2009                          | Was slechts twee dagen premier                                 |
| Doris Leuthard                         | Zwitserland                   | Bondspresident                        | 2010 2017                     | Ceremoniële functie voor één jaar als prima inter pares        |
| Kamla Persad-Bissessar                 | Trinidad en Tobago            | Minister-president                    | 2010–2015 2025–heden          |                                                                |
| Mari Kiviniemi                         | Finland                       | Minister-president                    | 2010–2011                     |                                                                |
| Julia Gillard                          | Australië                     | Minister-president                    | 2010–2013                     |                                                                |
| Iveta Radičová                         | Slowakije                     | Minister-president                    | 2010–2012                     |                                                                |
| Sarah Wescot-Williams                  | Sint Maarten                  | Minister-president                    | 2010–2014                     | Eerste minister-president van Sint Maarten                     |
| Rosario Fernández Figueroa             | Peru                          | Minister-president                    | 2011                          |                                                                |
| Cissé Mariam Kaïdama Sidibé            | Mali                          | Minister-president                    | 2011–2012                     |                                                                |
| Yingluck Shinawatra                    | Thailand                      | Minister-president                    | 2011–2014                     |                                                                |
| Helle Thorning-Schmidt                 | Denemarken                    | Minister-president                    | 2011–2015                     |                                                                |
| Eveline Widmer-Schlumpf                | Zwitserland                   | Bondspresident                        | 2012                          | Ceremoniële functie voor één jaar als prima inter pares        |
| Alenka Bratušek                        | Slovenië                      | Minister-president                    | 2013–2014                     |                                                                |
| Sibel Siber                            | Noord-Cyprus                  | Minister-president                    | 2013                          |                                                                |
| Tatiana Turanskaya                     | Transnistrië                  | Minister-president                    | 2013–2015                     | ad interim                                                     |
| Aminata Touré                          | Senegal                       | Minister-president                    | 2013–2014                     |                                                                |
| Erna Solberg                           | Noorwegen                     | Minister-president                    | 2013–2021                     |                                                                |
| Laimdota Straujuma                     | Letland                       | Minister-president                    | 2014–2016                     |                                                                |
| Ana Jara                               | Peru                          | Minister-president                    | 2014–2015                     |                                                                |
| Ewa Kopacz                             | Polen                         | Minister-president                    | 2014–2015                     |                                                                |
| Florence Duperval Guillaume            | Haïti                         | Minister-president                    | 2014–2015                     | ad interim                                                     |
| Simonetta Sommaruga                    | Zwitserland                   | Bondspresident                        | 2015 2020                     | Ceremoniële functie voor één jaar als prima inter pares        |
| Saara Kuugongelwa                      | Namibië                       | Minister-president                    | 2015–2025                     |                                                                |
| Natalia Gherman                        | Moldavië                      | Minister-president                    | 2015                          | ad interim                                                     |
| Vasiliki Thanou-Christofilou           | Griekenland                   | Minister-president                    | 2015                          | ad interim                                                     |
| Beata Szydło                           | Polen                         | Minister-president                    | 2015–2017                     |                                                                |
| Aung San Suu Kyi                       | Myanmar                       | Adviseur van staat                    | 2016–2021                     |                                                                |
| Theresa May                            | Verenigd Koninkrijk           | Minister-president                    | 2016–2019                     |                                                                |
| Sharlene Cartwright-Robinson           | Turks- en Caicoseilanden      | Minister-president                    | 2016–2021                     |                                                                |
| Ana Brnabić                            | Servië                        | Minister-president                    | 2017–2024                     |                                                                |
| Mercedes Aráoz                         | Peru                          | Minister-president                    | 2017–2018                     |                                                                |
| Jacinda Ardern                         | Nieuw-Zeeland                 | Minister-president                    | 2017–2023                     |                                                                |
| Katrín Jakobsdóttir                    | IJsland                       | Minister-president                    | 2017–2024                     |                                                                |
| Evelyn Wever-Croes                     | Aruba                         | Minister-president                    | 2017–2025                     |                                                                |
| Leona Marlin-Romeo                     | Sint Maarten                  | Minister-president                    | 2018–2019                     |                                                                |
| Viorica Dăncilă                        | Roemenië                      | Minister-president                    | 2018–2019                     |                                                                |
| Mia Mottley                            | Barbados                      | Minister-president                    | 2018–heden                    |                                                                |
| Brigitte Bierlein                      | Oostenrijk                    | Bondskanselier                        | 2019–2020                     |                                                                |
| Maia Sandu                             | Moldavië                      | Minister-president                    | 2019                          | Werd later president                                           |
| Mette Frederiksen                      | Denemarken                    | Minister-president                    | 2019–heden                    |                                                                |
| Sophie Wilmès                          | België                        | Premier                               | 2019–2020                     |                                                                |
| Silveria Jacobs                        | Sint Maarten                  | Minister-president                    | 2019–2024                     |                                                                |
| Sanna Marin                            | Finland                       | Minister-president                    | 2019–2023                     |                                                                |
| Rose Christiane Raponda                | Gabon                         | Minister-president                    | 2020–2023                     |                                                                |
| Victoire Tomegah Dogbé                 | Togo                          | Minister-president                    | 2020–heden                    |                                                                |
| Ingrida Šimonytė                       | Litouwen                      | Minister-president                    | 2020–2024                     |                                                                |
| Violeta Bermúdez                       | Peru                          | Minister-president                    | 2020–2021                     |                                                                |
| Kaja Kallas                            | Estland                       | Minister-president                    | 2021–2024                     |                                                                |
| Naomi Mataʻafa                         | Samoa                         | Minister-president                    | 2021–heden                    |                                                                |
| Robinah Nabbanja                       | Oeganda                       | Minister-president                    | 2021–heden                    |                                                                |
| Natalia Gavrilița                      | Moldavië                      | Minister-president                    | 2021–2023                     |                                                                |
| Mirtha Vásquez                         | Peru                          | Minister-president                    | 2021–2022                     |                                                                |
| Najla Bouden                           | Tunesië                       | Minister-president                    | 2021–2023                     |                                                                |
| Magdalena Andersson                    | Zweden                        | Minister-president                    | 2021–2022                     |                                                                |
| Élisabeth Borne                        | Frankrijk                     | Minister-president                    | 2022–2024                     |                                                                |
| Liz Truss                              | Verenigd Koninkrijk           | Minister-president                    | 2022                          |                                                                |
| Giorgia Meloni                         | Italië                        | Minister-president                    | 2022–heden                    |                                                                |
| Betssy Chávez                          | Peru                          | Minister-president                    | 2022                          |                                                                |
| Borjana Krišto                         | Bosnië en Herzegovina         | Voorzitter van de ministerraad        | 2023–heden                    |                                                                |
| Manuela Roka Botey                     | Equatoriaal-Guinea            | Minister-president                    | 2023–2024                     |                                                                |
| Evika Siliņa                           | Letland                       | Minister-president                    | 2023–heden                    |                                                                |
| Viola Amherd                           | Zwitserland                   | Bondspresident                        | 2024                          | Ceremoniële functie voor één jaar als prima inter pares        |
| Judith Suminwa Tuluka                  | Congo-Kinshasa                | Minister-president                    | 2024–heden                    |                                                                |
| Paetongtarn Shinawatra                 | Thailand                      | Minister-president                    | 2024–heden                    |                                                                |
| Harini Amarasuriya                     | Sri Lanka                     | Minister-president                    | 2024–heden                    |                                                                |
| Kristrún Frostadóttir                  | IJsland                       | Minister-president                    | 2024–heden                    |                                                                |
| Karin Keller-Sutter                    | Zwitserland                   | Bondspresident                        | 2025–heden                    | Ceremoniële functie voor één jaar als prima inter pares        |
| Isabelle Berro-Amadeï                  | Monaco                        | Minister van Staat                    | 2025–heden                    | ad interim                                                     |
| Maria Benvinda Levi                    | Mozambique                    | Minister-president                    | 2025–heden                    |                                                                |
| Sara Zaafarani                         | Tunesië                       | Minister-president                    | 2025–heden                    |                                                                |
| Brigitte Haas                          | Liechtenstein                 | Minister-president                    | 2025–heden                    |                                                                |
| Raffaella Petrini                      | Vaticaanstad                  | President van de Pauselijke Commissie | 2025–heden                    |                                                                |